# Suweren (moneta)

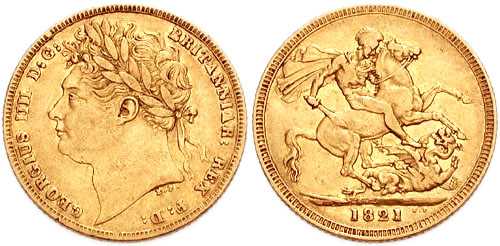
Jeden z pierwszych suwerenów w obecnym wzorze, na zdjęciu suweren Jerzego IV z 1821 r.

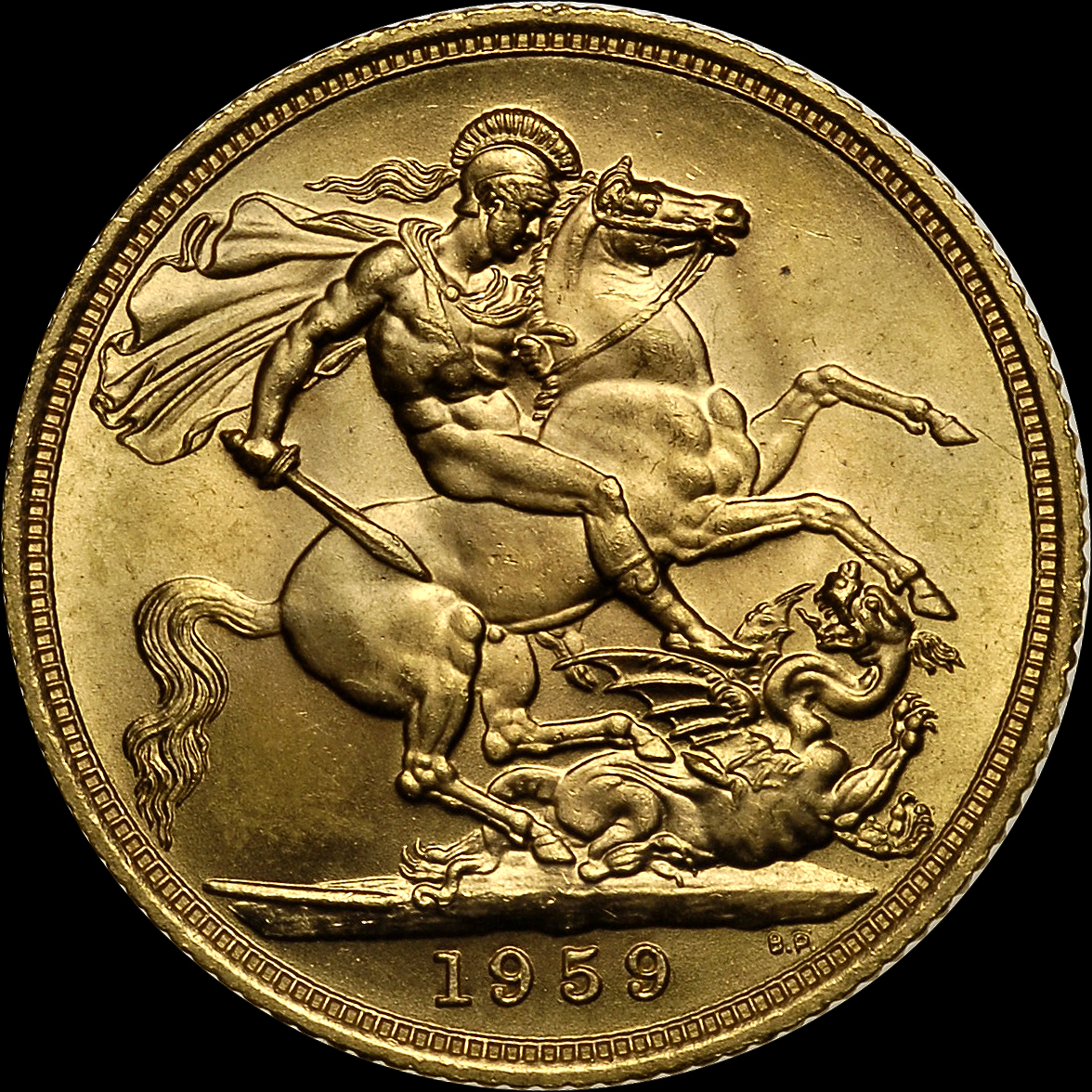
Współczesny wizerunek suwerena, na zdjęciu suweren Elżbiety II z 1959

Suweren (ang. Sovereign) – brytyjska a wcześniej angielska złota moneta o wartości 1 funta (20 szylingów), bita w latach: 1489–1604, 1816–1932, 1957–1982 i od 2000 roku. 
Pierwotnie suweren zawierał ½ uncji (ok. 15,5g) czystego złota a monety były bite ze złota próby 23-karatowej, po roku 1816 ważył 7,98g 22-karatowego złota (zawierał 7,315g czystego złota). Współczesne monety mają średnicę 22,05mm. 
Złoty suweren został wprowadzony do obiegu w 1489 roku za panowania króla Henryka VII. Wybijanie suwerenów zostało przerwane przed II wojną światową i wznowione w 1957 roku. Następna przerwa w emisji nastąpiła po 1982 roku. Bicie suwerenów wznowiono ponownie w 2000 roku. Mimo że nie są już monetą obiegową (współczesne suwereny to monety bulionowe/kolekcjonerskie), wciąż wybija się nawet kilka milionów suwerenów rocznie.
W latach 1612–1789 suwereny wybijano również w Niderlandach. Suweren niderlandzki także był wybity ze złota, ważył 5,5g i równy był 3 guldenom.